# Aphorme
Aphorme is een monotypisch geslacht van sponsdieren uit de klasse van de Hexactinellida.

## Soort
- Aphorme horrida Schulze, 1899